# Cacop
Els cacops (Cacops) són un gènere extint d'amfibis dissoròfids que visqueren durant el Permià en allò que avui en dia és Nord-amèrica. Feia uns 40 cm de longitud, amb el crani robust i una escotadura òtica relativament gran. El seu crani presentava adaptacions a un estil de vida depredador, cosa que podria indicar que era un dels depredadors més importants del seu període. Els caràcters diagnòstics d'aquest gènere són:
| « | Temnospòndil dissoròfid amb un patró més o menys pronunciat de crestes òssies i depressions al llarg del dermatocrani, el musell i els costats del crani; nasal amb una porció anterior gairebé horitzontal i una porció posterior que s'arqueja cap al dors; dermatocrani escurçat cap al darrere. Exposició lateral del palatí (ELP) gran i còncava, situada al llarg de la vora anteroventral de l'òrbita. El contacte entre el procés ventral del tabular i el procés dorsal del quadrat tanca la regió timpànica posteriorment en els espècimens adults. | » |
| — | |   |